# Adis Abeba
Ádis Abêba (redkeje Áddis Abêba, amharsko አዲስ ፡ አበባ, dob. 'Novi cvet, Nova cvetka, Nova roža', oromsko Finfinne, dob. 'fontana tople mineralne vode') je glavno mesto in največje mesto  Etiopije. Etiopski kartografski inštitut uporablja zapis Addis Abeba. Trenutno število prebivalcev je okoli 4 milijone, z 8 % letnim prirastkom. Tako je mesto daleč najgosteje naseljeno mesto v Etiopiji. Adis Abeba ima kot mesto s posebno pravico (ras gez astedader) status mesta in države. Adis Abeba je visoko razvito in pomembno kulturno, umetniško, finančno in upravno središče Etiopije.
Zgodovina ustanovitve Adis Abebe sega v pozno 19. stoletje s strani Menelika II., Negusa iz Ševe, leta 1886, potem ko je dve leti pred tem ugotovil, da je gora Entoto neprijetna. Takrat je bilo mesto letoviško mesto; njegovo veliko mineralno bogastvo je privabilo plemstvo cesarstva in jih pripeljalo do ustanovitve trajne naselbine. Privabilo je tudi številne pripadnike delavskega razreda – vključno z obrtniki in trgovci – ter tuje obiskovalce. Menelik II. je nato leta 1887 ustanovil svojo cesarsko palačo. Adis Abeba je leta 1889 postala prestolnica cesarstva, nato pa so odprli mednarodna veleposlaništva. Urbani razvoj se je začel v 20. stoletju brez predhodnega načrtovanja.
Mesto leži nekaj kilometrov zahodno od Velikega tektonskega jarka, ki deli Etiopijo na dvoje, med Nubijsko in Somalijsko ploščo. Mesto je obkroženo s posebno cono Oromia in je naseljeno z ljudmi iz različnih regij Etiopije. Je dom Univerze v Adis Abebi. Mesto ima visok indeks človekovega razvoja in je znano po svoji živahni kulturi, močni modni sceni, veliki državljanski in politični vključenosti mladih, cvetoči umetniški sceni in po tem, da je srce države z eno najhitrejših gospodarskih rasti stopnje v svetu.
V Adis Abebi je od leta 1950 Univerza, ki se je nekdaj, med letoma 1962 in 1975 imenovala Univerza Haileja Selassieja I., po nekdanjem etiopskem negušu, ki je univerzi leta 1961 daroval svojo Palačo Guenete Leul.

## Zgodovina

### Prazgodovina
Študija, ki temelji na dokazih DNK skoraj 1000 ljudi po vsem svetu, kaže, da so zgodnji ljudje prvič odpotovali iz Afrike prek kraja blizu Adis Abebe in se razširili iz regije na preostali del planeta pred približno 100.000 leti. Raziskave so pokazale, da se genetska raznolikost vztrajno zmanjšuje, dlje ko so predniki potovali iz Adis Abebe.

### Srednji vek
Gora Entoto, visoka planota severno od sedanje Adis Abebe, je eno od peščice območij, predlaganih kot možna lokacija za srednjeveško cesarsko prestolnico, znano kot Barara. To stalno utrjeno mesto je bilo ustanovljeno v začetku do sredine 15. stoletja in je služilo kot glavna rezidenca več zaporednih cesarjev do zgodnje vladavine Libne Dengel v 16. stoletju. Mesto je bilo na zemljevidu, ki ga je okoli leta 1450 narisal italijanski kartograf Fra Mauro, upodobljeno med gorama Zukualla in Menegaša, porušil in oropal pa ga je Ahmad ibn Ibrahim al-Ghazi, medtem ko je bila cesarska vojska leta 1529 ujeta na jugu reke Avaš, dogodek, ki ga je dve leti kasneje dokumentiral jemenski pisatelj Arab-Fakih. Predpostavko, da je bila Barara na gori Entoto, podpira zelo nedavno odkritje velikega srednjeveškega mesta s pogledom na Adis Abebo, ki je med v skalo vklesano Vasha Mikael in modernejšo cerkvijo Entoto Marjam, ustanovljeno v poznem 19. stoletju. 30 hektarjev veliko območje, imenovano Pentagon, vključuje grad z 12 stolpi, skupaj s 520 metri kamnitih zidov, visokih do 5 metrov.

### Ustanovitev

#### Začetna naselitev
Neposredni predhodnik mesta kot prestolnice Etiopije, Entoto, je leta 1884 ustanovil Menelik II. Poleg tega ga je uporabil za oporišče garnizije. Menelik, sprva kralj province Ševa, je našel na gori Entoto uporabno oporišče za vojaške operacije na jugu svojega kraljestva, leta 1879 pa je obiskal slovite ruševine srednjeveškega mesta in nedokončano skalnato cerkev. Njegovo zanimanje za to območje je naraslo, ko je njegova žena Tajtu začela delati na cerkvi na gori Entoto, Menelik pa je podaril drugo cerkev na tem območju. Ugotovljeno je bilo, da je imel Menelik velik interes, da se naseli na tem območju zaradi delnega vpliva vzpostavitve svojega starega imperija in delovanja kot metropole. Čez nekaj časa je bilo ugotovljeno, da Entoto ni zadovoljiv kot prestolnica zaradi hladnega podnebja, pomanjkanja vode in akutnega pomanjkanja drv.

#### Ustanovitev
Leta 1886 se je začelo naseljevanje v dolini južno od gore v kraju Finfinne, ime, ki se nanaša na prisotnost vročih vrelcev. Mesto je izbrala cesarica Tajtu Betul. Sprva si je zgradila hišo v bližini vročih mineralnih vrelcev Filvuha, kjer so se ona in člani kraljevega dvora radi kopali v mineralnih kopelih. Drugo plemstvo in njihovo osebje ter gospodinjstva so se naselili v bližini, Menelik pa je leta 1887 razširil hišo svoje žene v cesarsko palačo, ki je še danes sedež vlade v Adis Abebi. Leta 1886 se je mesto preimenovalo v Adis Abebo kot glavno mesto Menelikovega kraljestva Ševa. Postala je prestolnica Etiopije leta 1889, ko je Menelik postal cesar. Mesto je raslo skokovito. Ne le za plemiče, ampak je mesto pritegnilo tudi številni delavski razred, vključno z obrtniki, trgovci in tujimi obiskovalci. Z razvojem mesta je seveda prihajalo do pomanjkanja lesa. Košate zigbe, ki so prej krasile gozdnato pokrajino, so hitro porabili za gradnjo in kurjavo. Tako je bil Menelik II. prepričan da bo moral mesto zapustiti. Leta 1900 je 20.000 prostovoljcev v Adis Alemu (Novi svet), zahodno od Adis Abebe, gradilo novo palačo. Čeprav je bilo Etiopcem v krvi da so menjali prestolnice po potrebah, se je Menelik II. vdal njihovemu nasprotovanju in je gradnjo ustavil. Poleg tega so na golem območju pogozdili avstralski evkalipt (bahr zaf - prekomorsko drevo), ki se je dobro prijel. Zato bi lahko imenovali Adis Abebo tudi Evkaliptovo mesto.
Zgodnja stanovanjska bivališča so bila običajno sestavljena iz krožnih koč; stene so bile zgrajene z blatom (amharsko: ጭቃ, čeka) in slamo, ometan na lesen okvir in slamnate strehe. Stopnja rasti Adis Abebe se je začela z zgodnjo hitro urbanizacijo brez vnaprej načrtovanega namena. To je bil čas, ko se je plemstvo lotilo koncentrirane stalne naselitve, ki so jo spremenili družbeni vzorci; tj. vsaka soseska (sefer) je bila na višjih legah, ločena od sosednjih naselij. Zgodnje socialno okolje je prispevalo sodobno primes klasične soseske. Eden od prispevkov cesarja Menelika, ki so vidni še danes, je zasaditev številnih evkaliptov po mestnih ulicah.
Poleg tega je imelo mesto pred italijansko invazijo močne vzorce družbene organizacije. Po mnenju Richarda Pankhursta (1968) je bila pospešena rast prebivalstva mesta posledica dejavnikov začasnih guvernerjev in njihovih čet, lakote leta 1892 in na koncu bitke pri Advi. Drugi vključuje zemljiški zakon iz leta 1907, občinsko upravo leta 1909 ter razcvet železnice in posodobljenega transportnega sistema, ki se je začel v 20. stoletju, kar je doseglo vrhunec v nenehni rasti. Dodatni dodatki, na primer postavitev železnice Etio-Džibuti in topografski dejavniki so dodatno pripeljali do tega, da se je meja mesta razširila proti jugu.

### 20. stoletje

#### Preditalijanska okupacija (1916–1935)
Gebrehiwot Baykedagn (etiopski zdravnik, ekonomist in intelektualec) je leta 1916 prevzel glavno mesto upravne delitve in železnice Adis Abeba–Džibuti, ki prav tako povezuje Adis Abebo s francoskim somalijskim pristaniščem Džibuti. Ras Tafari Mekonnen, ki je pozneje postal cesar Haile Selassie I., je bil po imenovanju leta 1917 najmočnejša osebnost v mestu. Preoblikoval je mesto s prepoznavanjem pomena modernizacije in urbanizacije ter razdelil bogastvo v podporo nastajajočemu razredu. Od te točke je Ras Tafari leta 1918 dobil legitimno moč kot regentski svet.
V letih 1926 in 1927 je prišlo do obsežne gospodarske revolucije, presežek proizvodnje kave je začel rasti kot posledica akumulacije kapitala. S tem bogastvom je buržoazija koristila mestu z gradnjo novih, kamnitih hiš z uvoženim evropskim pohištvom in uvozom najnovejših avtomobilov ter širjenjem bank po krajevnih območjih. Leta 1926 je bilo registrirano 76 avtomobilov, leta 1930 pa na 578. Prvi priljubljeni cestni prevoz se je odprl med Adis Abebo in Džibutijem, približno 97 milj severno v smeri Desie. Cesta, ki je bila prvotno namenjena povezovanju italijansko okupiranega Asaba z Adis Abebo v italijansko-etiopski pogodbi iz leta 1928, je veljala za vožnjo z motornimi vozili. Cesta je bila pomembna za francosko železnico v Džibutiju, tovorna cena pa je bila zelo visoka zaradi pomanjkanja konkurence in povečanega tovora med Etiopijo in Asabom.
Leta 1930 je bil cesar okronan in nadaljeval z novimi tehnologijami in gradnjo infrastrukture. Med njimi je napeljal daljnovode in telefone ter postavil več spomenikov (kot je trg Mejazia 27).

#### Italijanska okupacija (1936–1941)
Po vseh večjih spopadih njihove invazije so italijanske čete iz kolonije Eritreja 5. maja 1936 vstopile v Adis Abebo. Skupaj z Dire Davo je bilo mestu prihranjeno zračno bombardiranje (vključno z uporabo kemičnega orožja, kot je iperit), ki so ga izvajali drugod po Etiopiji. To je tudi omogočilo, da je njegova železnica do Džibutija ostala nedotaknjena. Po okupaciji je mesto do leta 1941 služilo kot prestolnica vojvode Aoste za združeno italijansko Vzhodno Afriko, ko je bilo med vzhodnoafriško kampanjo druge svetovne vojne opuščeno v korist Amba Alagi in drugih redut. Po sovjetskih ocenah je bilo 15.000 žrtev Etiopijcev žrtev kemičnega orožja, zlasti žveplovega iperita.
Italijanska ambicija glede Adis Abebe je bila ustvariti polepšano kolonialno glavno mesto skupaj z novim master planom, ki ga je sprožilo sedem arhitektov, kot so Marcello Piacentini, Alessandro Bianchi, Enrico Del Debbio, Giuseppe Vaccaro, Le Corbusier, Ignazio Guidi in Cesare Valle. Kljub nasprotujočim si in drugačnim zamislim se je načrt nameraval osredotočiti na splošni arhitekturni načrt mesta. Iz master plana sta bila odobrena dva: Le Corbusierov ter Guidija in Valleja. Med povabilom k Mussoliniju je francoski švicarski arhitekt Le Corbusier ilustriral master plan v smerniški skici, ki je vključevala monumentalno strukturo poti, ki poteka po velikem bulvarju čez mesto od severa proti jugu, kot je izvlekel iz svojega koncepta Radiant City iz let 1930–1933. Njegova dva kolega, Guildi in Valle, sta poleti 1936 pripravila master plan, ki je verjetno poudarjal fašistično ideologijo z monumentalno zgradbo in brez udeležbe domačih Etiopijcev v sektorju oblikovanja. Narisani sta bili dve vzporedni osi v evropskem značaju, ki povezujeta Arado/Gijorgis z železniško postajo na južni konec, dolga pet kilometrov in različno široka od 40 do 90 metrov.
5. aprila 1941 so Adis Abebo osvobodile enote Združenega kraljestva in etiopskih partizanskih sil in cesar Haile Selassie se je vrnil pet let pred dnevom njegovega odhoda.

#### Po italijanski okupacij (1941–1974)
Po tem je Adis Abeba trpela zaradi gospodarske stagnacije in hitre rasti prebivalstva, je središče mesta prizadela urbana morfologija, ki jo je sprožila italijanska okupacija. Obrobno območje se je začelo širiti. Leta 1946 je Haile Selassie povabil slavnega britanskega glavnega načrtovalca Sira Patricka Abercrombieja s ciljem oblikovati in polepšati mesto, da postane prestolnica Afrike. S tem organizacijskim modelom je Abercrombie predstavil master plan s sosedskimi enotami, obdanimi z zelenimi parki, in bil je spodbujen, da nariše obvoznice, za katere so značilne radialne oblike, da usmerijo prometno pot iz osrednjega območja.
Njegov skrbni master plan glavne prometne poti je bil dokončan z ločevanjem sosesk, kot je izvlekel iz svojega prometnega problema v Londonu iz leta 1943. Leta 1959 je britanska svetovalna ekipa Bolton Hennessy and Partners naročila izboljšavo satelitskih mest Abercrombieja 1954–1956. Od kraja v predlog niso vključili zunanjega območja, kot sta Mekenissa in zahodno od starega letalskega pristanišča, medtem ko so Rapi, Gefersa, Kaliti in Kotebe predlagali kot izhod Džimme, Ambo in Dessie oziroma (štiri regionalne avtoceste). Ilustracija Hennessy and Partners bi bila fizično večja od trenutne velikosti Adis Abebe z obkroženimi satelitskimi mesti. Leta 1965 je francoska misija za urbanistične študije in habitat pod vodstvom Luisa De Mariena uvedla še en master plan, odgovoren za ustvarjanje monumentalne osi skozi mestno hišo v Adis Abebi s podaljškom čez Gofa Mazorijo v južnem delu mesta. Marienova razlika v primerjavi s prejšnjim italijanskim master planom je bila uporaba enojne monumentalne osi, medtem ko so oni uporabili dvojno.
Haile Selassie je leta 1963 pomagal tudi pri oblikovanju Organizacije afriške enotnosti, ki je bila kasneje leta 2002 razpuščena in jo je nadomestila Afriška unija (AU), ki ima prav tako sedež v mestu, na letališčih in v industrijskih parkih. Leta 1958 ustanovljena Ekonomska komisija Združenih narodov za Afriko ima tudi svoj sedež v Adis Abebi. Adis Abeba je bila tudi kraj Sveta orientalskih pravoslavnih cerkva leta 1965. Po master planu iz leta 1965 je mesto pokrivalo površino 21.000 hektarjev in bi se s planom iz leta 1984 povečalo na 51.000 hektarjev.
Leta 1965 je potekal prvi študentski pohod kot odziv na fevdalno imperialno vlado Haileja Selassieja, na katerem so vzklikali »Zemlja za kmeta«, kar je doseglo vrhunec v marksistično-leninističnem gibanju v Etiopiji. Poleg tega je naftna kriza leta 1973 močno prizadela mesto. 1500 kmetov v Adis Abebi je protestiralo in prosilo, naj policija vrne hrano, in intelektualec z univerze v Adis Abebi je prisilil vlado, da sprejme ukrep proti širitvi lakote, poročilo, ki ga je vlada Haileja Selassieja označila za 'izmišljotino'. Haile Selassie se je pozneje odzval: »Bogati in revni so vedno obstajali in bodo, Zakaj? Ker obstajajo tisti, ki delajo ... in tisti, ki raje ne delajo ničesar ... Vsak posameznik je odgovoren za svoje nesreče, svojo usodo«. Študentje po mestu so se februarja 1974 zbrali na protestih; sčasoma je Haileja Selassieja leta 1974 uspešno odstavila s položaja skupina policistov. Kasneje se je skupina poimenovala Derg, uradno »Začasni vojaški upravni svet« (PMAC). Mesto je imelo samo 10 vored.

#### Uprava Derg (1974–1991)
Po prihodu uprave Derg na oblast sta se približno dve tretjini stanovanjskega fonda preselili v najemniška stanovanja. Rast prebivalstva se je zmanjšala s 6,5 % na 3,7 %. Leta 1975 je Derg nacionaliziral 'dodatne' najemne strukture, ki so jih zgradili zasebni delničarji. Posledično so bile z razglasom št. 47/1975 izdane oslabljene stavbe z majhnim obsegom bivanja v upravljanju enot kebele (najmanjša upravna enota), medtem ko so najemne hiše z visoko kakovostjo spadale pod Agencijo za najemno stanovanjsko upravo (ARHA). Če te nepremičnine za najem stanejo manj kot 100 birr (48,31 USD), bi bile dane pod upravo kebele. Upravna razdelitev je pokazala porast voredov (okraj) na 25 in 284 kebel.
Madžarski arhitekt C.K. Polonyi je bil prvi, ki se je v obdobju Derga s pomočjo Ministrstva za urbani razvoj in stanovanja lotil master plana mesta. Uporabil je dve formuli, ki sta osredotočili integracijo Adis Abebe s predmestji podeželskih območij in razvoj mestnega središča. Polonyi je delal tudi na preoblikovanju trga Meskel, ki se je do takrat preimenoval v trg Abijot, kar je bilo izvedeno takoj po spremembi imena.
Leta 1986 je italijansko-etiopski master plan pripravilo 45 etiopskih strokovnjakov skupaj s 75 italijanskimi strokovnjaki z 207 sektorskimi poročili, dokumentiranimi kot referencami. Načrt je obravnaval uravnotežen urbani sistem in storitve v urbanem območju, kot je oskrba z vodo. Akaki je bil ustanovljen v Adis Abebi za zagotavljanje storitev industrijskih in tovornih terminalov. Birokratska vladavina Derga je master plan odložila za osem let do leta 1994, kar je povzročilo neuspeh osnovnih vprašanj v javnih službah in nenačrtovan razvoj.

#### Zvezna demokratična republika (od 1991)
28. maja 1991 je Etiopska ljudska revolucionarna demokratična fronta (EPRDF), koalicijska stranka, ki je strmoglavila Derg, zavzela Adis Abebo. Vstopili so na avenijo Menelika II. in odredili policijsko uro za 24 ur. Po besedah priče so bili prebivalci Adis Abebe nevedni in jih dogodek ni prestrašil, saj jim je vojska povedala, da je vse varno. Vojska je odšla na osrednje lokacije mesta (kot je hotel Hilton) in izobesila transparente »Mir, solidarnost, prijateljstvo«. Ob 5:30 zjutraj so prevzeli nadzor nad predsedniško palačo in videli so velike tanke, ki so vdirali na območje.
Nova ustava je bila prilagojena leta 1994 in sprejeta leto kasneje; medtem ko vsem mestom v Etiopiji odgovorno vlada regionalna oblast, sta Adis Abeba (Razglas št. 87/1997) in Dire Dava (Razglas št. 416/2004) ostali pooblaščeni mesti s pooblastili za samoupravna in razvojna središča. Z razglasom št. 112/1995 je bila uzakonjena privatizacija številnih državnih stavb z nekaj izjemami, stavbe kebele pa so ostale v posesti. Nastanitev kebele in njihove pretežno nenačrtovane nastavitve so še naprej vključevale osrednja območja Adis Abebe.

### 21. stoletje
Konec leta 1998 je mestna uprava Adis Abebe začela nov projekt, ki je poimenoval Urad za revizijo glavnega načrta Adis Abebe (ORAAMP), ki je zajemala obdobje od 1999 do 2003. Cilj načrta je bil izpolniti standard tržnega gospodarstva z ugodnim političnim sistemom, podobnim revidiranega urbanističnega načrta iz leta 1986.

#### Nedavna zgodovina
Projekcije prebivalstva Združenih narodov so leta 2022 ocenile prebivalstvo metro območja Adis Abebe na 5.228.000, kar je 4,43 % več kot leta 2021. V času premierja Abija Ahmeda so Adis Abebo in njeno okolico podvrgli Beautifying Sheger. Ta projekt je namenjen povečanju zelene pokritosti in lepote mesta. Leta 2018 je Abij začel s projektom, imenovanim Riverside, ki je nameraval razširiti rečne bregove na dolžini 56 kilometrov, od gore Entoto do reke Akaki. Oktobra 2022 je vlada uvedla Sheger City, urbani razvojni model, ki vsebuje 12 podmest, 36 okrožij in 40 podeželskih kebel s sedežem na območju Saris v Adis Abebi. Cilj projekta je bil napajati druga satelitska mesta v Adis Abebi in prispevati k gospodarskemu razvoju znotraj enklave. Več skupin za človekove pravice in politikov je kritiziralo proces izgradnje Sheger Cityja zaradi spodbujanja množičnih degradacij hiš, ki so pripadale etnični skupini, ki ni Oromo, regionalne razlike s kršenjem ustavnih pravic ljudi Oromo.

## Geografija
Adis Abeba leži na nadmorski višini 2355 metrov ob vznožju 3000 m visokega Entota in je travniški biom na 9°1′48″N 38°44′24″E / 9.03000°N 38.74000°E. Mesto leži ob vznožju gore Entoto in je del razvodja reke Avaš. Od svoje najnižje točke, okoli mednarodnega letališča Bole, na 2326 metrihnadmorske višine na južnem obrobju, se Adis Abeba dvigne na več kot 3000 metrov na gori Entoto na severu.
Mesto je razdeljeno na 10 okrajev, imenovanih podmesta (amharsko ክፍለ ከተማ, latinizirano: kifle ketema), in 99 oddelkov (amharsko ቀበሌ, latinizirano: kebele). 10 podmest je: Addis Ketema, Akaki Kaliti, Arada, Bole, Gullele, Kirkos, Kolfe Keranio, Lideta, Nifas Silk-Lafto in Jeka. 

### Podnebje
Adis Abeba ima subtropsko visokogorsko podnebje (Köppen: Cwb) s padavinami, ki se precej razlikujejo po mesecih. Mesto ima kompleksno mešanico alpskih podnebnih območij s temperaturnimi razlikami do 10 °C, odvisno od nadmorske višine in prevladujočih vzorcev vetra. Visoka nadmorska višina znižuje temperature vse leto, položaj mesta blizu ekvatorja pa pomeni, da so temperature iz meseca v mesec zelo konstantne. Kot tako bi bilo podnebje morsko, če ne bi upoštevali njegove nadmorske višine, saj povprečna temperatura v nobenem mesecu ni višja od 22 °C.
Sredina novembra do januarja je sezona za občasno deževje. Za območja visokogorskega podnebja so značilne suhe zime in to je suho obdobje v Adis Abebi. V tej sezoni najvišje dnevne temperature običajno niso višje od 23 °C, najnižje nočne temperature pa lahko padejo do ledišča. Kratka deževna sezona je od februarja do maja. V tem obdobju razlika med dnevnimi najvišjimi temperaturami in nočnimi najnižjimi temperaturami ni tako velika kot v drugih obdobjih leta, z najnižjimi temperaturami v območju 10–15 °C. V tem letnem času mesto doživlja tople temperature in prijetne padavine. Dolga mokra sezona je od junija do sredine septembra; to je najhladnejši čas v letu. To obdobje sovpada s poletjem, vendar so temperature zaradi pogostega dežja in toče ter obilice oblačnosti in manj sončnih ur precej nižje kot v drugih letnih časih. Za ta letni čas so značilni temni, mrzli in mokri dnevi in noči. Jesen, ki sledi, je prehodno obdobje med mokro in suho dobo.
Najvišja zabeležena temperatura je bila 26. februarja 2019 30,6 °C, medtem ko je bila najnižja zabeležena temperatura 0 °C, zabeležena večkrat.

## Demografija
Po popisu prebivalstva leta 2007, ki so ga izvedli etiopski nacionalni statistični organi, je imela Adis Abeba skupno 2.739.551 mestnih in podeželskih prebivalcev. Za prestolnico je bilo preštetih 662.728 gospodinjstev, ki so živeli v 628.984 stanovanjskih enotah, kar v povprečju pomeni 5,3 osebe v gospodinjstvu. Čeprav so vse etiopske etnične skupine zastopane v Adis Abebi, ker je to glavno mesto države, so največje skupine Amhara (47,05 %), Oromo (19,51 %), Gurage (16,34 %), Tigrajan (6,18 %), Silt'e (2,94 %) in Gamo (1,68 %). Jeziki, ki se govorijo kot materni jeziki, so amharščina (70,99 %), afaan oromo (10,72 %), gurage (8,37 %), tigrinjščina (3,60 %), silt'e (1,82 %) in gamo (1,03 %). Vera z največ verniki v Adis Abebi je etiopska pravoslavna vera s 74,66 % prebivalstva, medtem ko je 16,21 % muslimanov, 7,77 % protestantov in 0,48 % katoličanov.

## Gospodarstvo
Gospodarske dejavnosti v Adis Abebi so raznolike. Po uradni statistiki zvezne vlade se približno 119.197 ljudi v mestu ukvarja s trgovino; 113.977 v predelovalnih dejavnostih in industriji; 80.391 gospodinj drugačne sorte; 71.186 v civilni upravi; 50.538 v prometu in zvezah; 42.514 v izobraževanju, zdravstvu in sociali; 32.685 v hotelskih in gostinskih storitvah; in 16.602 v kmetijstvu. Poleg prebivalcev podeželskih predelov Adis Abebe se z živinorejo in obdelovanjem vrtov ukvarjajo tudi mestni prebivalci. Letno se namaka 677 hektarjev zemlje, na kateri pridelajo 129.880 kvintalov zelenjave. To je razmeroma čisto in varno mesto, kjer so najpogostejši zločini žeparske tatvine, prevare in manjši vlomi. Mesto je bilo pred kratkim v gradbenem razcvetu, saj so se na mnogih mestih dvigale visoke stavbe. Na voljo so tudi različne luksuzne storitve, v zadnjem času pa se je povečala gradnja nakupovalnih središč. Po besedah Tie Goldenberg iz IOL so strokovnjaki za zdravilišča na tem območju rekli, da so nekateri mesto označili za »prestolnico zdravilišč Afrike«.
Mesto ima Mednarodno letališče Bole, kjer so leta 2003 zgradili nov terminal. Ethiopian Airlines ima svoj sedež na mednarodnem letališču Bole. Iz mesta je speljana stara železnica vse do Džibutija na severovzhodu.

## Arhitektura
Adis Abeba ima poseben arhitekturni slog. Za razliko od mnogih afriških mest Adis Abeba ni bila zgrajena kot kolonialna naselbina. To pomeni, da mesto nima evropskega sloga arhitekture. To se je spremenilo z italijansko invazijo na Etiopijo leta 1936. Okrožje Piazza v središču mesta je najbolj očiten pokazatelj italijanskega vpliva. Stavbe so zelo italijanskega sloga in veliko je italijanskih restavracij, pa tudi majhnih kavarn in nakupovalnih centrov v evropskem slogu.
Stolnica sv. Jurija ima osrednjo temo, ki vključuje dogodek druge italijansko-etiopske vojne, v kateri se je boril za neodvisnost. Ta cerkev je dobila ime po skrinji (tabot), ki so jo nosili med bitko pri Advi. Nekoč jo je uničila fašistična italijanska vlada leta 1937, vendar so jo takoj obnovili po osvoboditvi Etiopije leta 1941. Cerkev, ki stoji na severnem koncu Churchill Road – je edinstvena osmerokotna arhitektura – ima muzej cesarskega orožja, vključno z meči in trizobi ter velikanskimi čelade iz levjih griv, ki so jih uporabljali med italijansko invazijo. 
V mestu je tudi stolnica sv. Trojice, ki služi kot sedež Etiopske tevahedo pravoslavne cerkve. Kot največja in najvišja stolnica v državi je bila ustanovljena v spomin na zmago nad italijansko invazijo in drugo najpomembnejše mesto za cerkvijo Marije Sionske v Aksumu. Pred vladavino cesarja Menelika II. je bila cerkev samostan. Cerkev je služila pokopu pomembnih uglednih ljudi v Etiopiji, tudi grobnice cesarske družine, kot so Haile Selassie in njegova žena Menen Asfaw, tretji patriarh Abuna Tekle Haymanot in Abune Paulos. V tej cerkvi je bil pokopan tudi nekdanji etiopski premier Meles Zenavi. Tu je pokopana tudi britanska Etiopijka in sufražetka Sylvia Pankhurst. 
Pravoslavna cerkev Ba'etta Mariam uteleša Menelikovo palačo in mavzolej ter največjo cerkev v kraju z manjšimi cerkvami, ki stojijo pred njo. To je pogosto obiskana cerkev. Druga bližnja cerkev je Gebbi Gabriel, ki ima edinstven okrašen križ na kupoli cerkve in na njenem vhodu.
Od mošej je najbolj opazna mošeja Grand Anvar v Merkatu, v središču mesta. Zgrajena je bila leta 1922 po naročilu italijanske vlade. Mošeja Nur velja za najstarejši islamski tempelj, nedavno obnovljen z islamsko arhitekturo, za katero je značilna uporaba kupol, stolpov in slopov.
- Mošeja Grand Anvar leta 2016
- Stolnica sv. Trojice, sedež Etiopske tevahedo pravoslavne cerkve
- Stara železniška postaja
- Sedež Wegagen Bank
- Osrednja razstavna dvorana v Narodnem muzeju Etiopije

Pomembna višja arhitektura v Adis Abebi vključuje sedež CBE, mednarodno banko NIB, banko Zemen, banko Hibret, Huda Tower, Nani Tower, Bank Misr Building, kot tudi odobreni stolp Angola World Trade Center Tower, Abyssinia Bank Tower, Mexico Square Tower, in 200 milijonov USD vreden konferenčni center in pisarniški kompleks AU.
V okrožju Merkato, ki je največja odprta tržnica v Afriki. V bližini mednarodnega letališča Bole je nova pravoslavna stolnica Medhane Alem (Odrešenik sveta), ki je druga največja v Afriki.
V mestu so Etiopska nacionalna knjižnica, Etiopski etnološki muzej (in nekdanja palača Guenete Leul), Muzej Adis Abebe, Etiopski naravoslovni muzej, Etiopski železniški muzej in Nacionalni poštni muzej.
Narodni muzej Etiopije gosti številne artefakte in umetniške zaklade v Etiopiji. Je tudi dom arheološke razstave. Delni primerek Australopithecus afarensis in njegov naslednik Selam sta vredna pozornosti med galerijami v muzeju. Muzej ima tudi široko paleto obrednih kostumov salomonske dinastije, ki je bila uvedena leta 1936. Umetnost vključuje večinoma dela Afewerk Tekle, ene najbolj priznanih galerij, in upodobitev srečanja med Salomonom in kraljico iz Sabe.